# Сальсильо, Франсиско
Франси́ско Сальси́льо-и-Алька́рас (исп. Francisco Salzillo y Alcaraz; 12 мая 1707, Мурсия, Испания — 2 марта 1783, там же) — выдающийся испанский скульптор XVIII века, творивший в стиле барокко. Его произведения посвящены исключительно религиозной тематике. Стиль скульптора демонстрирует переходный период от барокко к рококо и неоклассицизму., который он унаследовал вместе с мастерской от отца, тоже скульптора, Николаса Сальсильо.
В родном городе Франсиско Сальсильо есть музей его имени, в котором хранятся работы скульптора. Одной из известных его работ является скульптура, выносящаяся на процессию в Страстную пятницу, поэтому сама процессия была прозвана местными жителями «Процессией Сальсильо» (исп. Procesión de los Salzillos).

## Биография

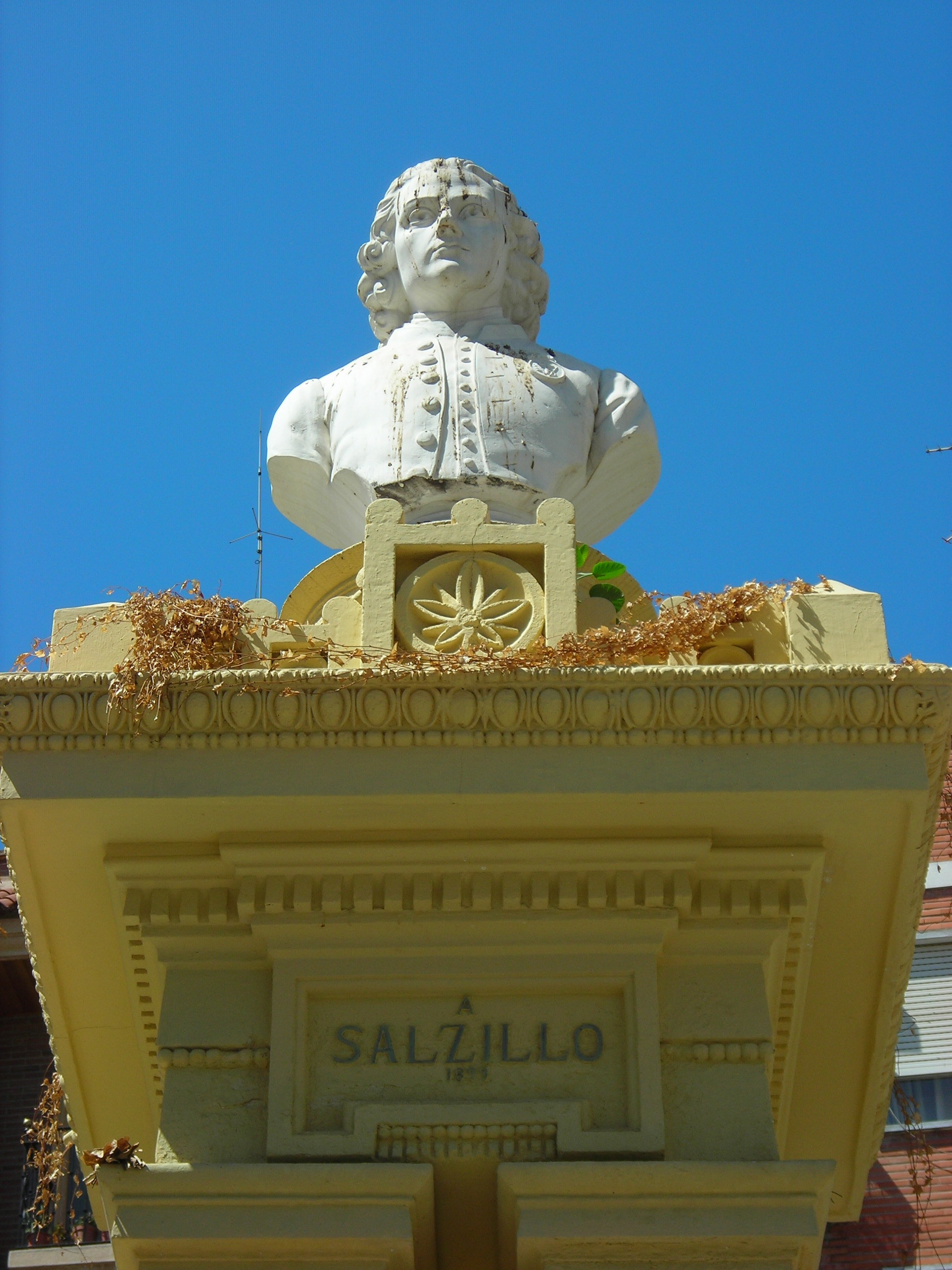
Памятник Франсиско Сальсильо (Площадь Святой Евлалии, Мурсия)

Отец Франсиско Николас Сальсильо был скульптором, переехавшим из Санта-Мария-Капуа-Ветере в Италии в Мурсию, в Испании. После обучения у иезуитов, Франсиско поступил послушником к доминиканцам. Однако из-за смерти отца в 1727 году он вернулся домой и принял на себя попечение о матери и младших братьях и сестрах. Франсиско был вторым из семи детей в семье. Двое из его братьев, Хосе Антонио и Патрисио, родившиеся в 1710 и 1722 годах соответственно, работали с ним в семейной мастерской.
В 1746 году Франсиско женился на Хуане Вальехо-и-Тайбилья. В этом браке у скульптора родилось двое детей: сын Николас, родившийся в 1750 году и умерший в младенчестве, и дочь Мария Фульгенсия.
Вся жизнь Франсиско Сальсильо прошла в Мурсии. Только однажды, в 1755 году, он покинул город, чтобы доставить в Картахену скульптуры четырех святых. Он отклонил приглашение графа Флорида-Бланка переехать в Мадрид, который предложил ему место при королевском дворе.
Его работы приобрели известность, и скульптору стали поступать заказы от церквей и монастырей Мурсии и из близлежащих провинций: Аликанте, Альбасете и Альмерии.
В 1755 году Франсиско Сальсильо был назначен Официальным Скульптором Совета Мурсии и инспектором живописи и скульптуры.
После смерти жены в 1763 году его встречи с другими художниками и интеллектуалами Мурсии стали более частыми. В 1777 году он основал Реал Сосьедад де Экономика Амигос дель Паис в Мурсия, трудами которого в 1779 году была основана школа скульптуры и живописи, первым директором которой стал сам Франсиско Сальсильо.
Он умер в Мурсии 2 марта 1783 года и был похоронен в монастыре капуцинок в Мурсии, где в подвизалась его сестра, монахиня Франсиска де Паула.

## Работы
По мнению искусствоведа Хуана Агустина Сеана-Бермудеса, создавшего Словарь профессионального изобразительного искусства в Испании (1800), Франсиско Сальсильо является автором 1792 произведений. Однако, по мнению первого биографа скульптора, Луиса Сантьяго Бадо, число его произведений доходит до 896-ти, если считать по числу композиций, а не каждую скульптуру в отдельности.
К сожалению, во время гражданской войны в Испании (1936—1939) многие его творения были безвозвратно утеряны. Из тех, что дошли до наших дней, большинство произведений находится в регионе Мурсия и некоторых соседних провинциях.
Наиболее выдающимися скульптурными композициями раннего периода творчества Франсиско Сальсильо были Скорбящая для прихода Святой Екатерины, Святой Иосиф для монастыря Святой Клары, Святое Семейство для прихода Святого Михаила и Непорочное Зачатие для еще одного монастыря — все находятся в Мурсии.
С 1740 года у скульптора в работах стал все больше проявляться личный стиль. Именно в этом году, когда он создал Пьету для братства сервитов при приходе Святого Варфоломея в Мурсии, которую повторил для церквей в Лорке, Долорес де Аликанте и Екле. Это был его первый опыт в изображении страстей.
Другими значительными произведениями, которые последовали за этим были Святой Антоний в капелле Святого Антония (1746), Святой Августин для монастыря августинцев и Богоматерь Млекопитательница для собора в Мурсии.
Итальянское влияние проявляется в таких работах этого периода, как образы святого Франциска и святой Клары в монастыре капуцинов. Пластика этих скульптур стало эталоном для религиозных произведений в стиле барокко.
С 1765 года, работая в мастерской вместе со своим лучшим учеником Роке Лопесом, Франсиско Сальсильо создал Деву Скорбящую в Йекле, Деву Зари в Аледо, композицию Христос, омывающий ноги апостолу Петру в Ориуэле и Святое Семейство для церкви Святого Иакова также в Ориуэле. Для монастыря клариссок в этом же городе в 1774 году им были созданы работы Добрая смерть и Лежащий Христос, единственные его работы на тему погребения Христа.
С 1776 года в произведениях скульптора наблюдается сдвиг в сторону неоклассицизма. Характерной работой этого периода является образ Христа в претории Пилата (1777) для братстве Ecce Homo в Ориуэле и Христос, привязанный к колонне (1777—1778) для братства Иисуса в Мурсии.
Франсиско Сальсильо создавал работы исключительно на религиозные сюжеты, и большей частью это были полихромные деревянные скульптуры. В работах он не углублялся в драматические аспекты сцены, делая акцент на идеализированной природной красоте. В поздних работах скульптора прослеживается тенденция перехода от барокко к рококо и неоклассицизму.

## Галерея

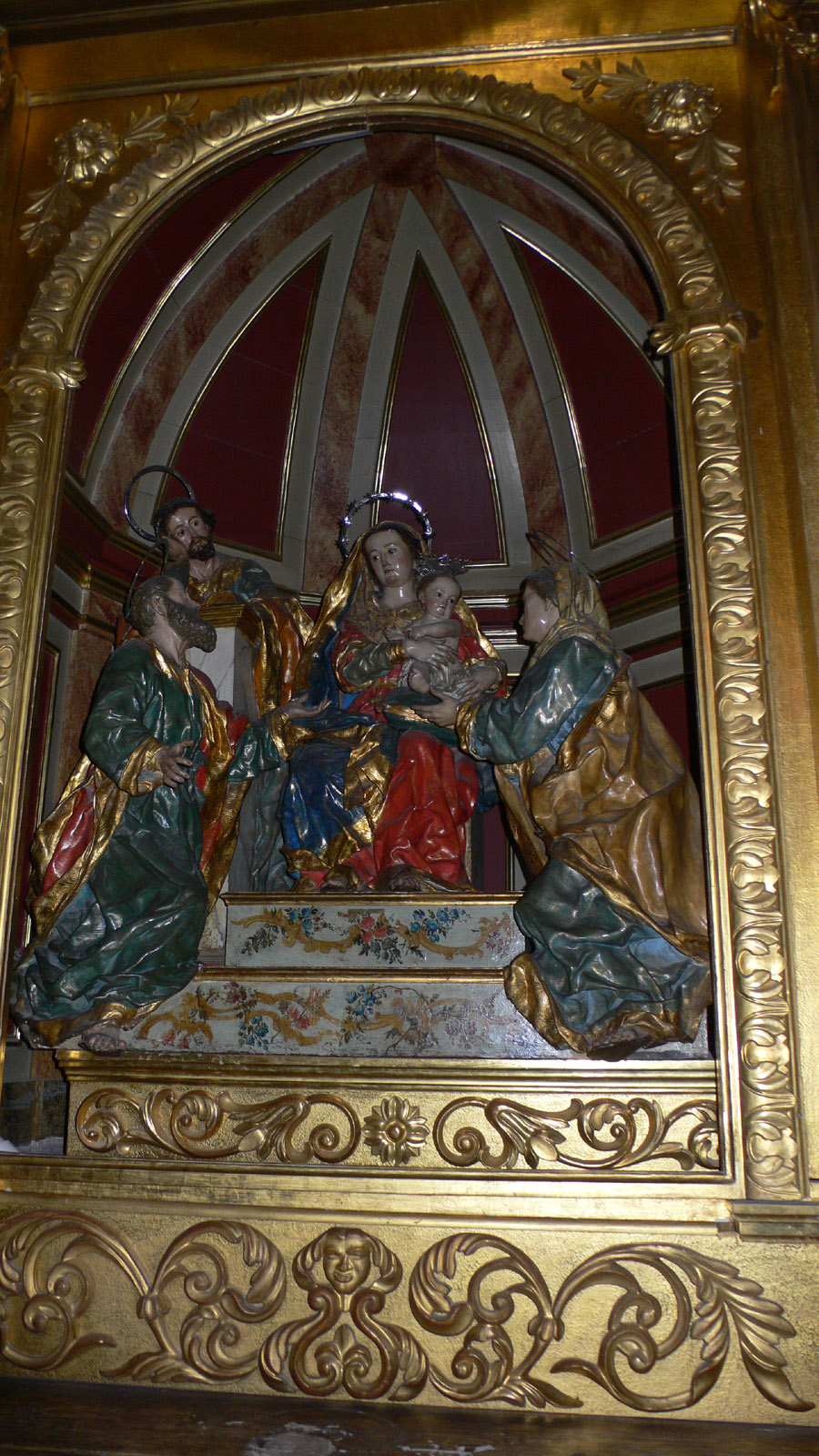
Святое Семейство (1735). Церковь Святого Михаила (Мурсия)
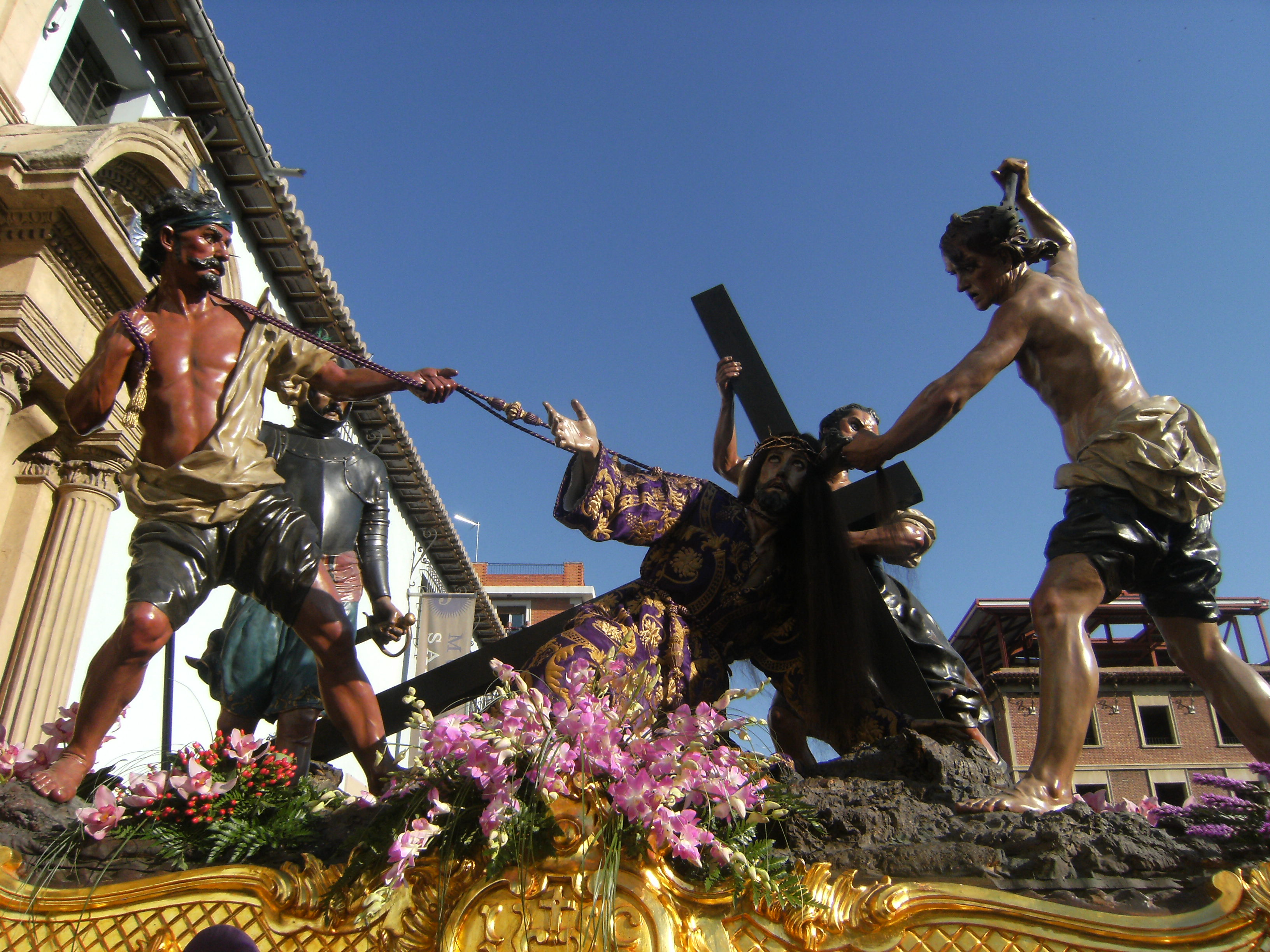
Падение (1752), Музей Сальсильо (Мурсия)
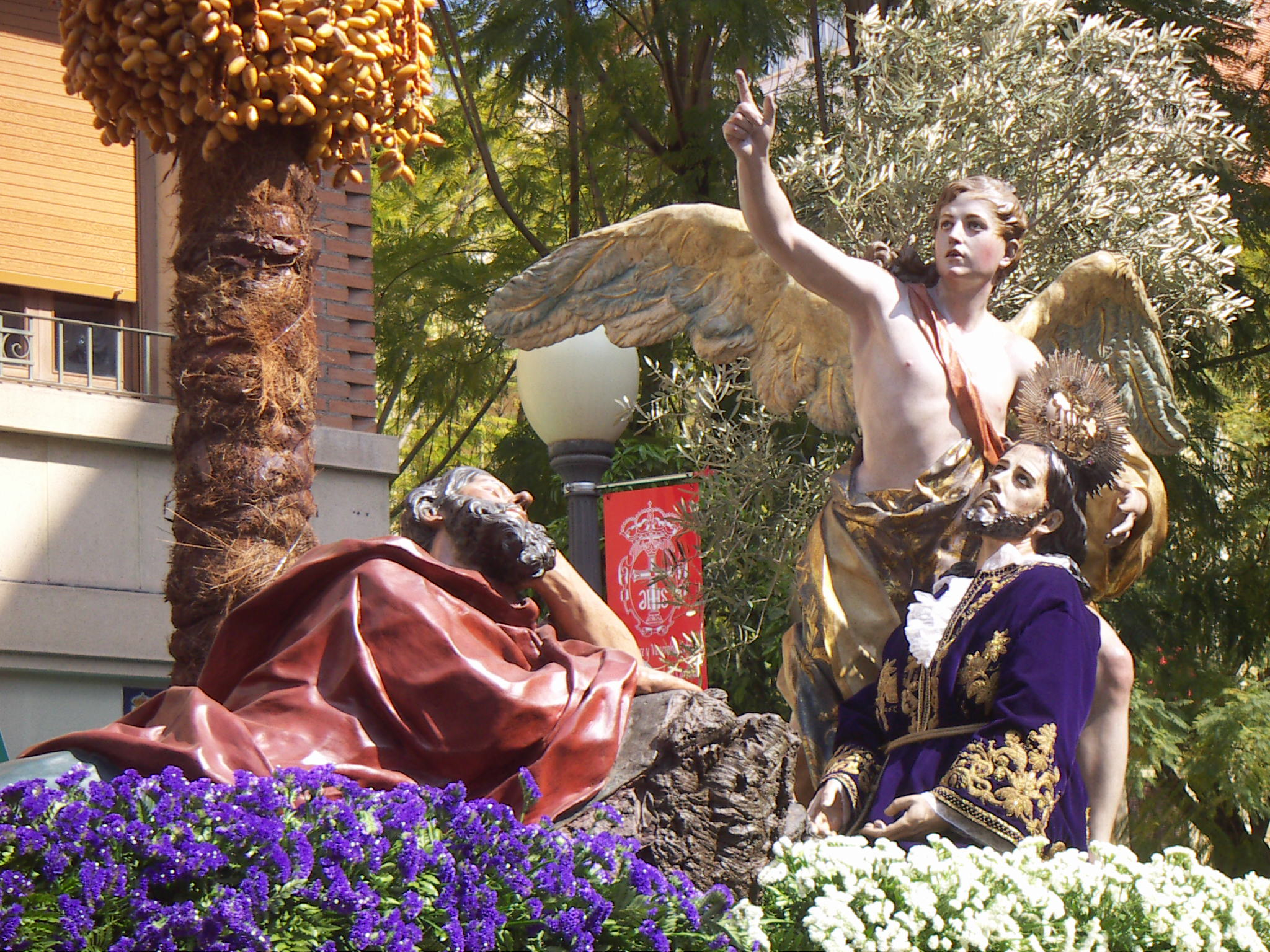
Моление о чаше (1754). Музей Сальсильо (Мурсия)
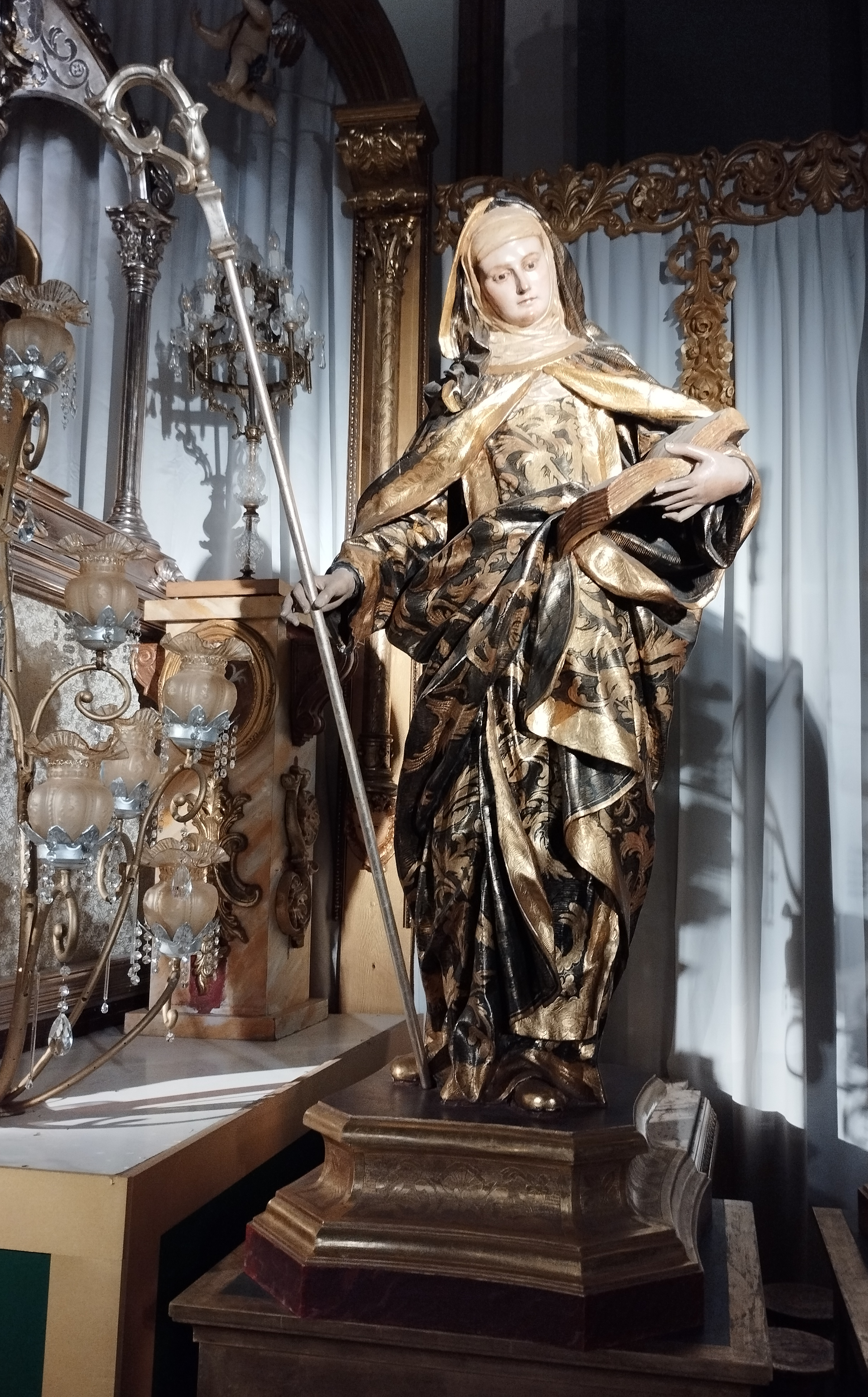
Святая Флорентина (1755). Церковь Санта Мария де Грасия (Картахена)
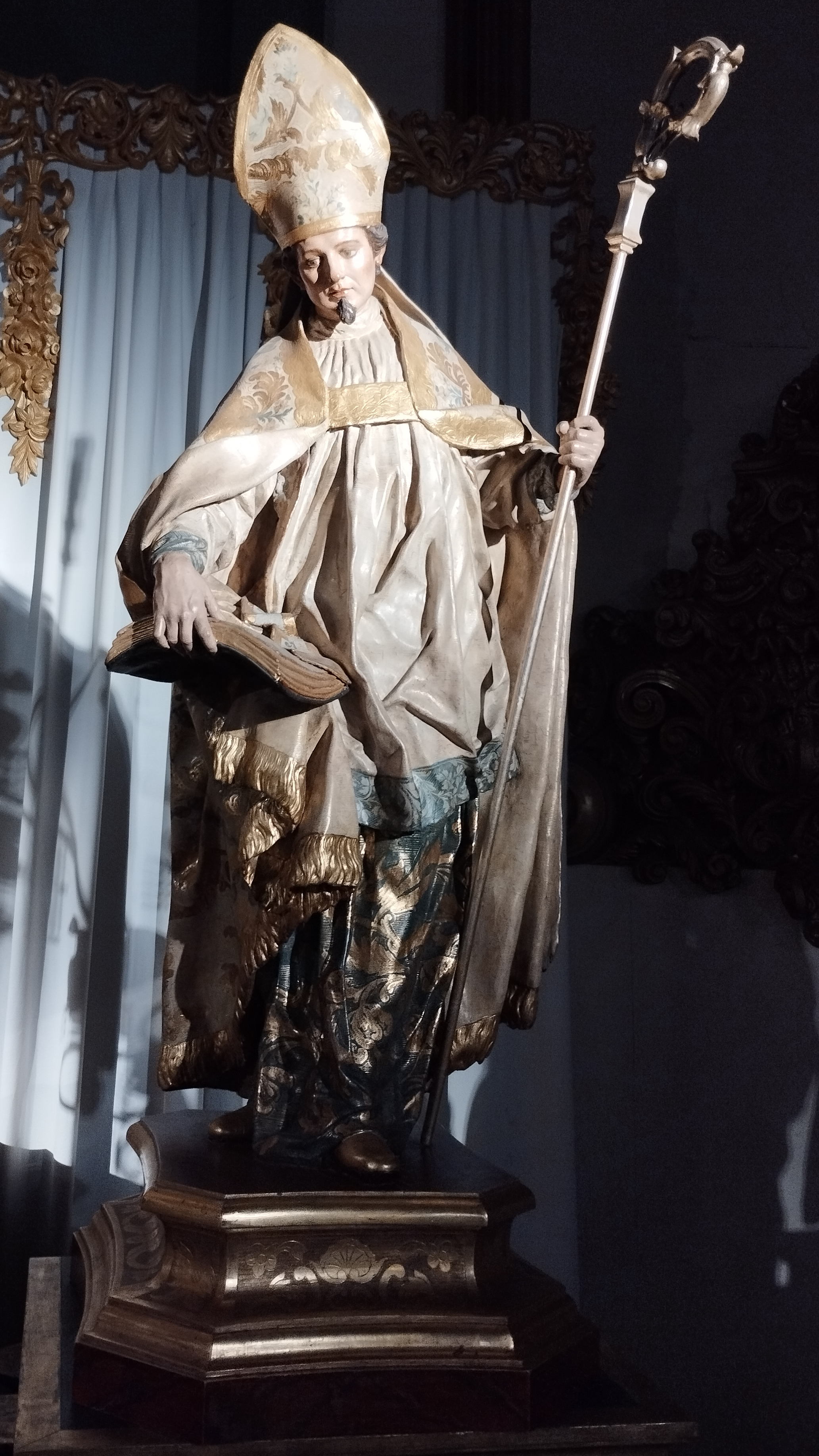
Святой Исидор (1755). Церковь Санта Мария де Грасия (Картахена)
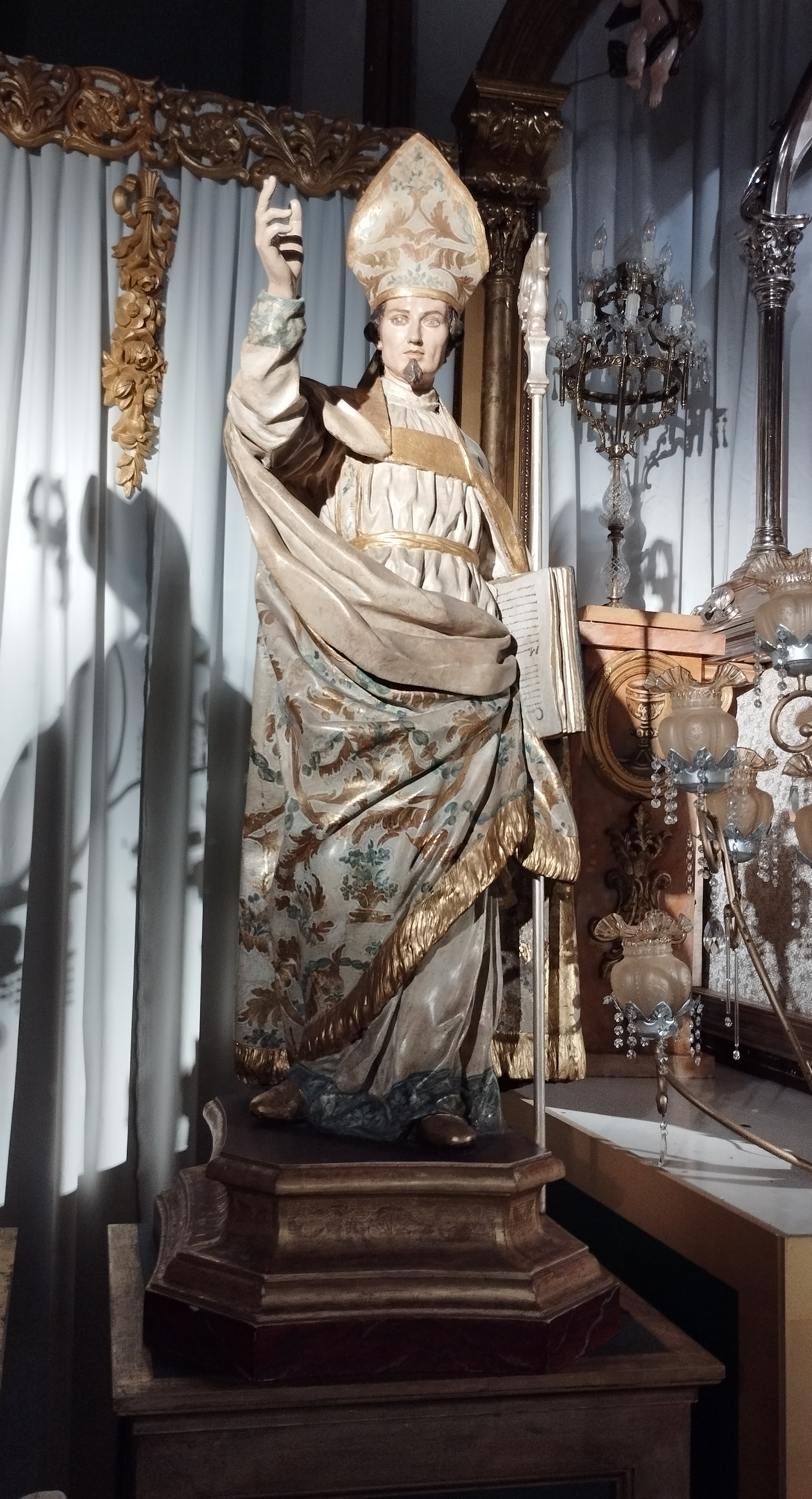
Святой Фульгенций (1755). Церковь Санта Мария де Грасия (Картахена)
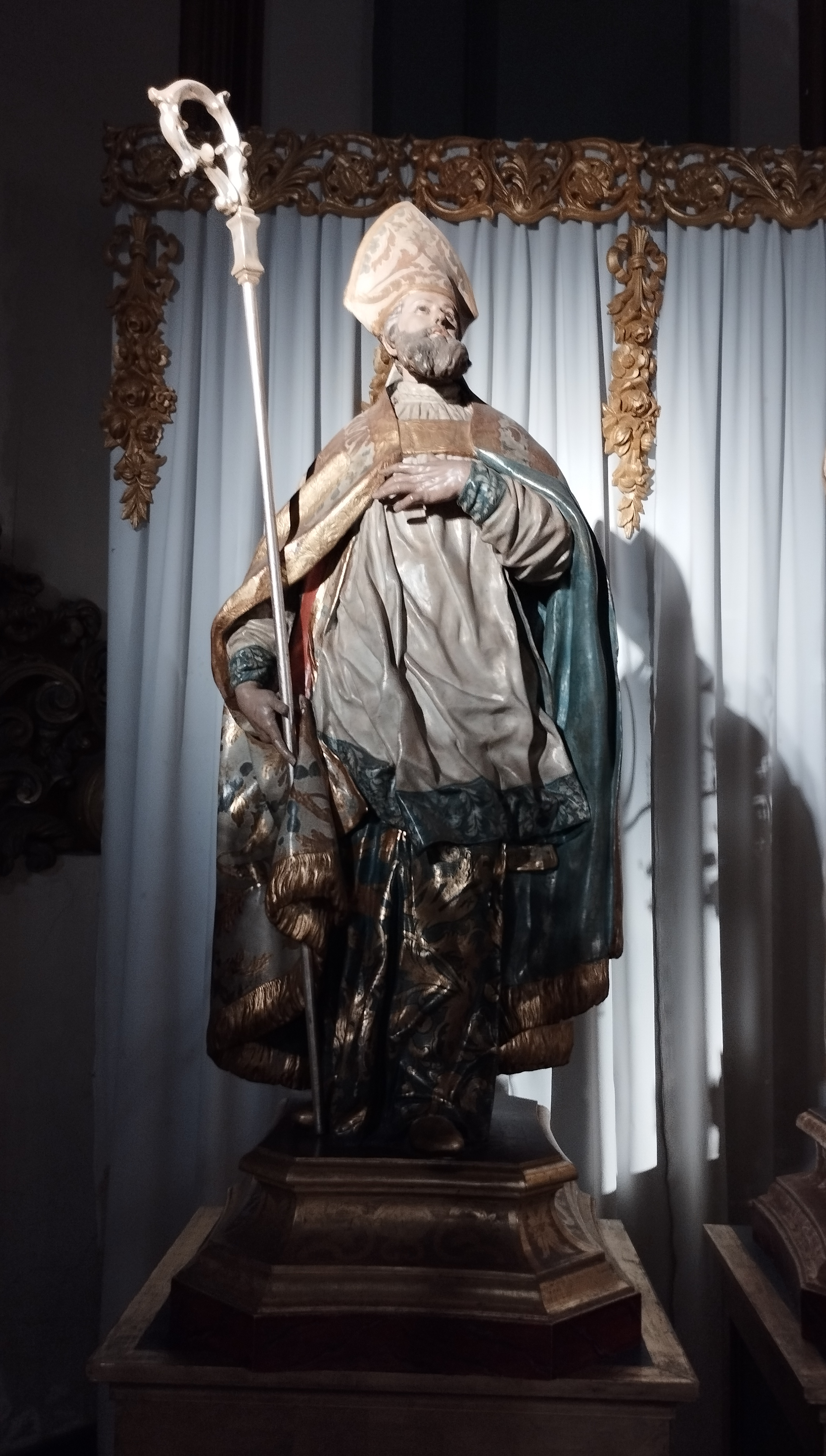
Святой Леандр (1755). Церковь Санта Мария де Грасия (Картахена)
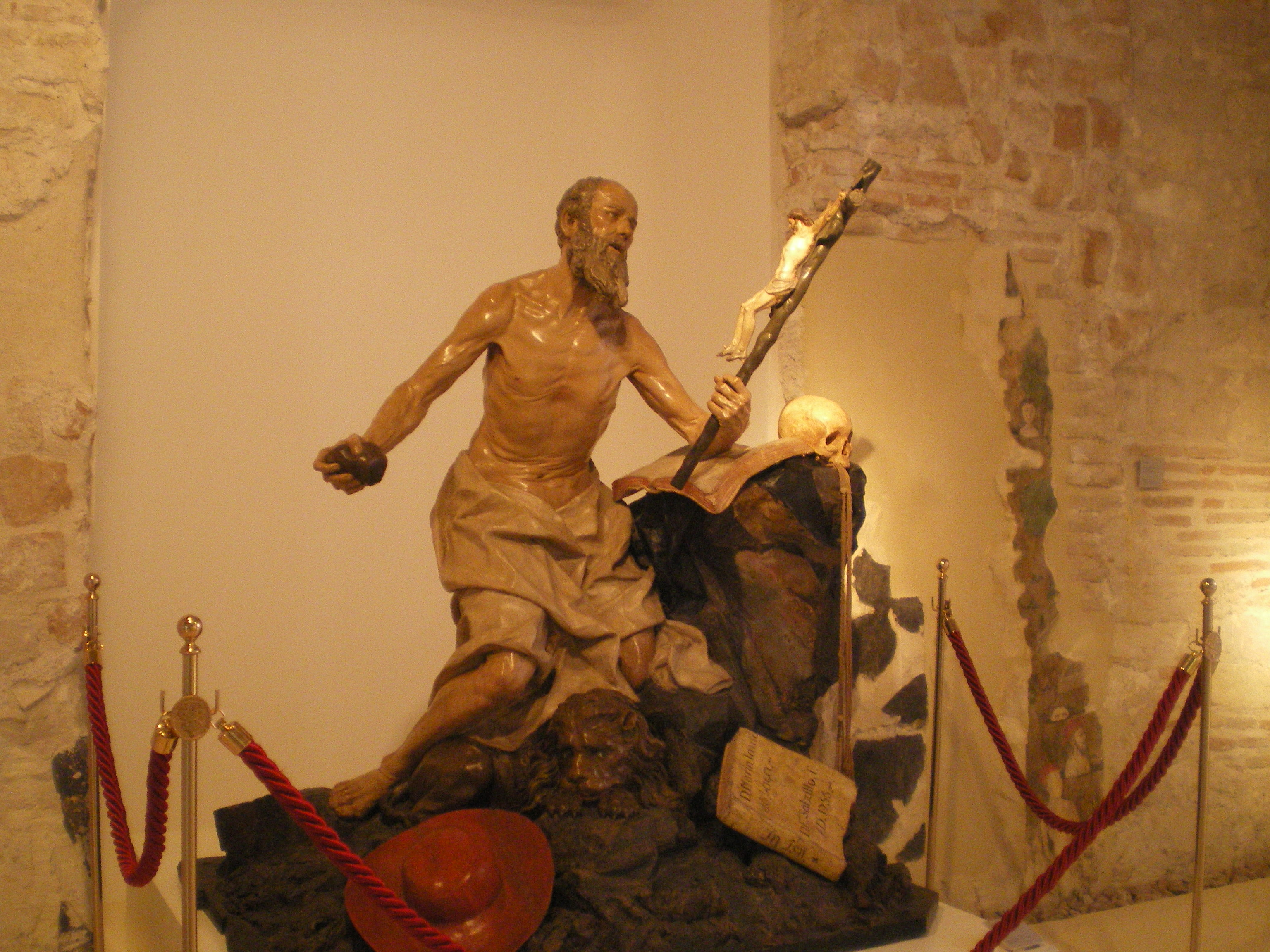
Покаяние Святого Иеронима (1755). Музей при соборе в Мурсии
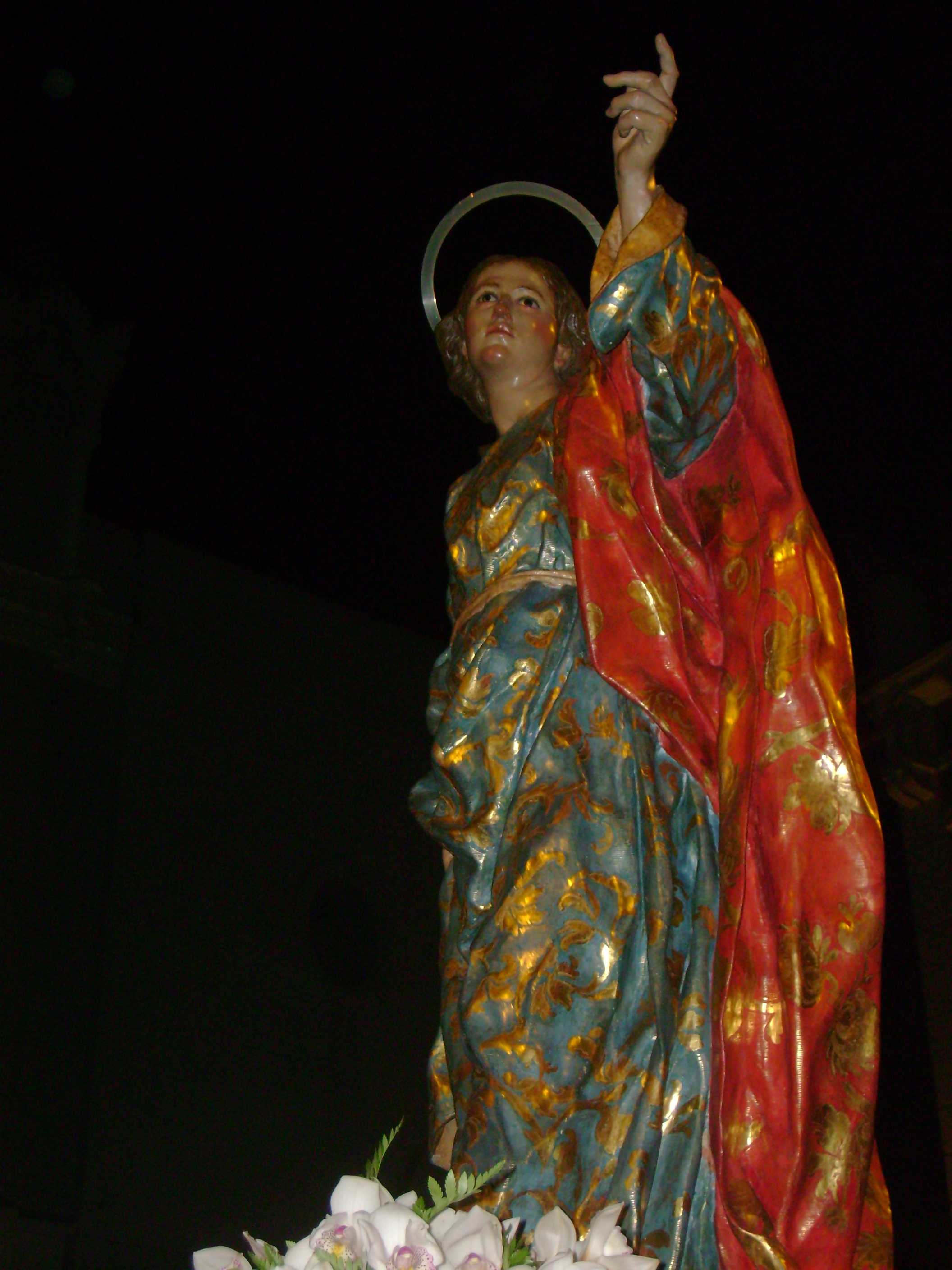
Святой Иоанн (1756). Музей Сальсильо (Мурсия)
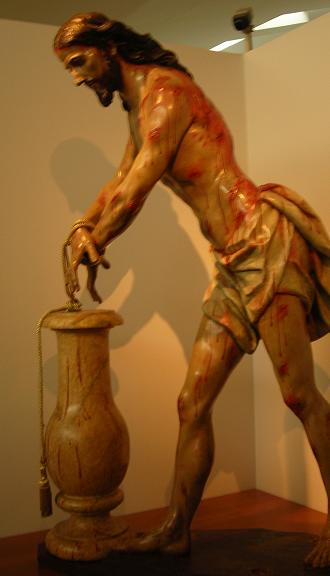
Христос, привязанный к колонне (1756). Монастырь Святой Анны (Хумилья)
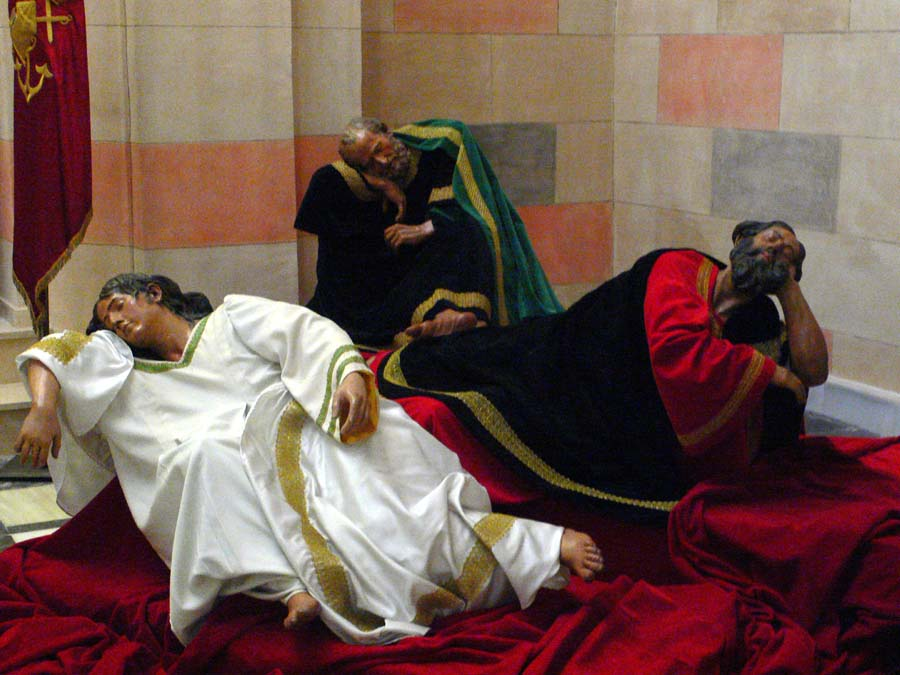
Моление в Гефсимани (1759). Церковь Санта Мария де Грасия (Картахена)
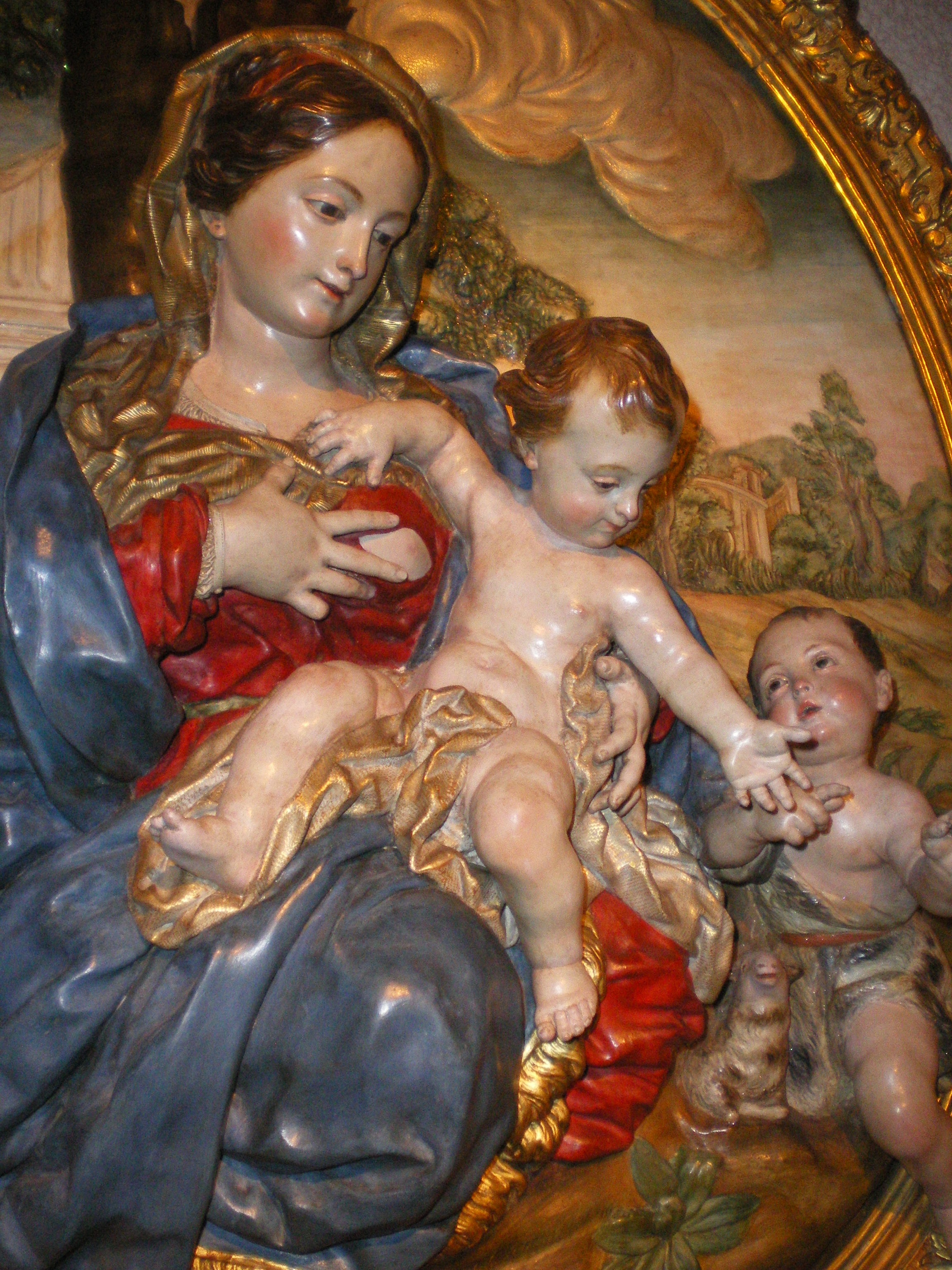
Образ Богоматери Млекопитательницы. Музей при соборе в Мурсии
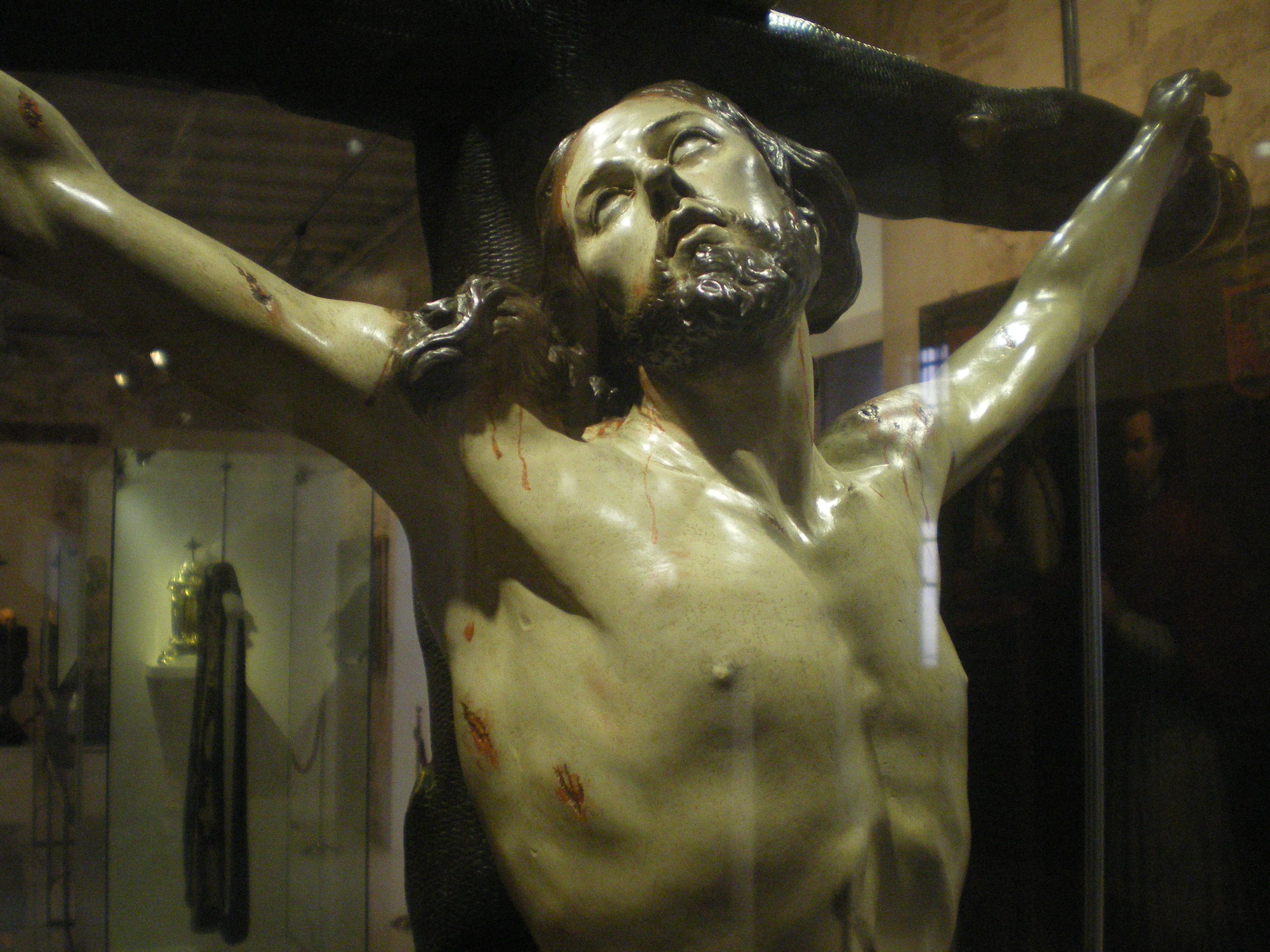
Деталь Распятия из собора в Мурсии
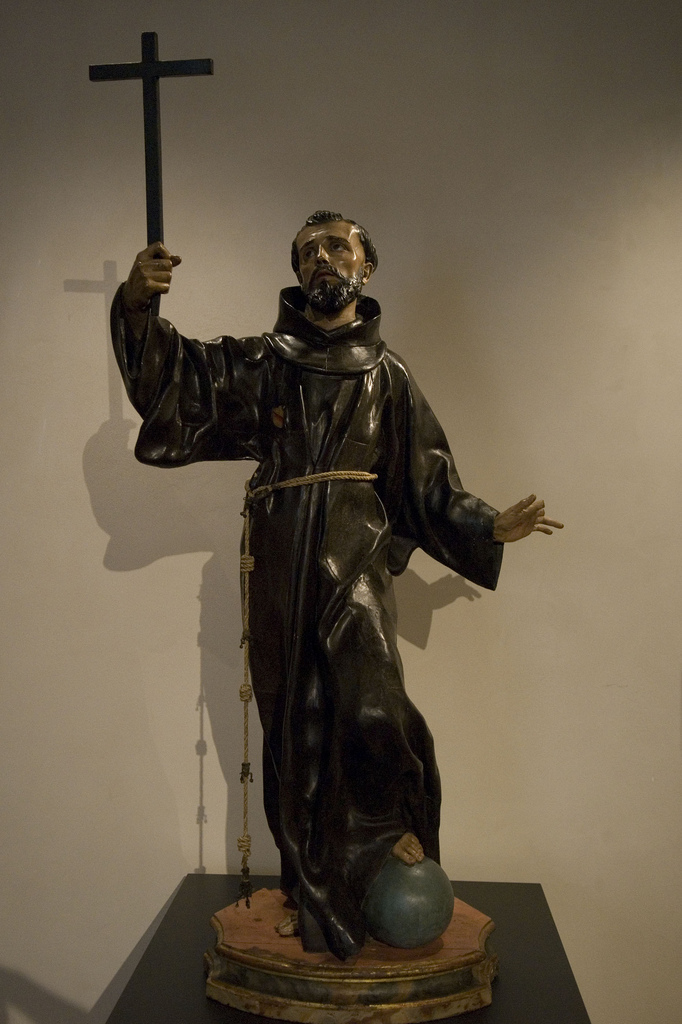
Святой Франциск, Музей национальной скульптуры в Вальядолиде.